# Meniscomorpha albomaculata
Meniscomorpha albomaculata är en stekelart som först beskrevs av William Harris Ashmead 1894.  Meniscomorpha albomaculata ingår i släktet Meniscomorpha och familjen brokparasitsteklar. Inga underarter finns listade i Catalogue of Life.